# Julien Delbecque
Julien Delbecque, nascido em 1 de setembro de 1903 em Harelbeke e falecido em 22 de outubro de 1977 em Courtrai,  é um ciclista belga.

## Biografia
Julien Delbecque tornou-se ciclista profissional em 1924. Revela-se no ano seguinte e consegue a Volta à Flandres. Em 1926, vence a Paris-Roubaix, o Circuito de Champán e classifica-se segundo do Burdéus-Paris e do campeonato da Bélgica em estrada. É novamente vencedor do Circuito de Champán e vice-campeão da Bélgica em 1927. A sua corrida é acompanhada por problemas de gástricos.

## Palmarés
- 1923
  - 2.º da Volta da Bélgica independentes
- 1925
  - Volta à Flandres
  - Tour-Longwy
  - 3.º do Criterium do Midi
- 1926
  - Circuito de Champán
  - Paris-Roubaix
    - 3. ª etapa da Volta ao País Basco

  - 2.º de Bordéus Paris
  - 2.º do campeonato da Bélgica em estrada
  - 3.º de Bruxelas Paris
- 1927
  - Circuito de Champán
  - 2.º do campeonato da Bélgica em estrada
- 1928
  - Circuito da região da Lys
  - 2.º da Volta à Bélgica
  - 3.º da Volta a Colónia